# Solanum concinnum
Solanum concinnum är en potatisväxtart som beskrevs av Heinrich Wilhelm Schott och Otto Sendtner. Solanum concinnum ingår i släktet skattor som ingår i familjen potatisväxter. Inga underarter finns listade i Catalogue of Life.